# Saarburger Sesselbahn
Die Saarburger Sesselbahn ist eine Luftseilbahn in der rheinland-pfälzischen Stadt Saarburg an der Saar.
Die Sesselbahn hat eine Länge von 702 m und überwindet einen Höhenunterschied von 168 m, die Bergstation liegt auf 320 m über Normalhöhennull. Sie besteht seit 1976 und wurde von Doppelmayr hergestellt. Heutiger Betreiber ist die Saarburger Sesselbahn GmbH. Die Bahn verkehrt zwischen der Stadt und dem Warsberg, wo sich eine Sommerrodelbahn und ein Ferienpark befinden. Die Talstation liegt an der Kreisstraße 130. Die Fahrzeit beträgt etwa zehn Minuten und bietet einen Ausblick über das Saartal.